# 十勝平原サービスエリア
十勝平原サービスエリア（とかちへいげんサービスエリア）は、北海道河西郡芽室町祥栄西にある道東自動車道のサービスエリアである。
2020年現在は無人で駐車場・トイレ・自動販売機・ドッグランしかなく、ガソリンスタンドや売店等の施設はない。ただし、期間限定で特設ブースが設置されることがある。2019年は4月から11月の間設置された。

## 歴史
- 1995年（平成7年）10月30日 - 供用開始。

## 施設

### 上り線（占冠・千歳恵庭方面）
- 管理：東日本高速道路
- 駐車場[2]
  - 大型：7台
  - 小型：18台
  - 身障者用
    - 小型：1台
- トイレ[2]
  - 男性：大2（和式0・洋式2）・小5※オストメイト対応トイレ有[3]
  - 女性：7（和式2・洋式5）※オストメイト対応トイレ有[3]
  - 同伴の男児用：1
  - 身障者用
    - 共用：1
- 自動販売機（24時間）[2]
- ハイウェイ情報ターミナル
- ドッグラン
- 給電スタンド[4]

### 下り線（帯広・釧路方面）
- 管理：東日本高速道路
- 駐車場[5]
  - 大型：7台
  - 小型：16台
  - 身障者用
    - 小型：1台
- トイレ[5]
  - 男性：大2（和式0・洋式2）・小5※オストメイト対応トイレ有[3]
  - 女性：7（和式2・洋式5）※オストメイト対応トイレ有[3]
  - 同伴の男児用：1
  - 身障者用
    - 共用：1
- 自動販売機（24時間）[5]
- ドッグラン
- 給電スタンド[4]

## 隣
E38 道東自動車道
(7) 十勝清水IC - 十勝平原SA - (8) 芽室IC